# Janov (Kosova Hora)
Janov (německy Janow) je malá vesnice, část obce Kosova Hora v okrese Příbram ve Středočeském kraji. Nachází se asi dva kilometry jihozápadně od Kosovy Hory. Je zde evidováno 17 adres. V roce 2011 zde trvale žilo 39 obyvatel.
Janov leží v katastrálním území Janov u Kosovy Hory (do roku 2010 Červený Hrádek) o výměře 3,32 km², v tomto katastrálním území leží i Přibýška.

## Historie
První písemná zmínka o vesnici pochází z roku 1545.

## Obyvatelstvo
| Rok            | 1869 | 1880 | 1890 | 1900 | 1910 | 1921 | 1930 | 1950 | 1961 | 1970 | 1980 | 1991 | 2001 | 2011 | 2021 |
| -------------- | ---- | ---- | ---- | ---- | ---- | ---- | ---- | ---- | ---- | ---- | ---- | ---- | ---- | ---- | ---- |
| Počet obyvatel | 68   | 61   | 64   | 58   | 55   | 41   | 45   | 24   | 32   | 26   | 37   | 43   | 48   | 39   | 38   |
| Počet domů     | 8    | 8    | 7    | 7    | 7    | 6    | 8    | 8    | 8    | 6    | 11   | 16   | 16   | 16   | 16   |

## Obecní správa
Při sčítání lidu v letech 1850–1929 Janov byl osadou obce Kosova Hora v okrese Sedlčany. V letech 1930–1960 byl osadou obce Červený Hrádek, se kterým patřil nejprve do okresu Sedlčany, ale od roku 1960 v okrese Příbram. Od 12. června 1960 je opět částí obce Kosova Hora v okrese Příbram.

## Osobnosti
- Matěj Němec (1886–1975), československý generál